# Box Elder (Dakota du Sud)
Pour les articles homonymes, voir Box Elder.
Box Elder est une ville américaine située sur les comtés de Meade et de Pennington, dans l'État du Dakota du Sud. Elle fait partie de l'aire métropolitaine de Rapid City.
La ville est fondée en 1907 lors de l'arrivée du North Western Railroad. Elle doit son nom au ruisseau Boxelder Creek, dont le nom fait référence aux érables (box elder en anglais) sur ses rives.

## Démographie
Selon le recensement de 2010, Box Elder compte 7 800 habitants, dont 2 706 dans le comté de Meade et 5 094 dans le comté de Pennington. La municipalité s'étend sur 13,92 milles carrés (36,05 km2), essentiellement dans le comté de Pennington : 12,58 milles carrés (32,58 km2).
| 1970 | 1980  | 1990  | 2000  | 2010  | - |
| ---- | ----- | ----- | ----- | ----- | - |
| 607  | 3 186 | 2 680 | 2 841 | 7 800 | - |